# 久宝寺緑地
久宝寺緑地（きゅうほうじりょくち）は、大阪府八尾市西久宝寺、東大阪市大蓮南三丁目、大阪市平野区加美東六丁目にひろがる都市公園（都市緑地）である。
1941年の防空緑地計画に由来する大阪四大緑地（服部・鶴見・久宝寺・大泉）のひとつ。

## 歴史
- 1941年12月3日 - 都市計画決定（132.23 ha）
- 1964年11月9日 - 都市計画変更（大阪中央線環状線部分を削除し、121.33 haに）
- 1971年7月 - 開園
- 1976年9月20日 - 都市計画変更（すでに市街化した部分を削減し、48.10 haに）
- 2012年3月 - 未完成部分の整備事業が完了
- 2021年 - 新型コロナウイルスワクチン接種が始まる中、常駐する医療従事者の確保が難しくなった等を理由にプールの営業を中止[2]。

## 園内施設
園内は北地区、中地区、東地区に分かれ、北地区は広場、中地区と東地区はスポーツ施設が多い。北地区と中地区に分ける市道久宝寺第13号線（市道加美久宝寺線）を跨ぐ久宝寺小橋、中地区と東地区に分ける大阪府道2号大阪中央環状線を跨ぐ久宝寺橋が架けられており、園路の一部となっている。

### 北地区
- 芝生広場
- 水辺広場
- 風の広場
- 花の広場
- 健康広場
- ファミリー広場
- 有料BBQエリア
- まいまい広場
- よちよちランド
- もくもく元気広場
- もくもく元気ひろば 幼児コーナー
- 公園インフォメーション
- コンビニエンスストア

### 中地区
- シャクヤク園
- 中央広場（花の道）
- 子ども広場
- 野球場
- テニスコート
- スポーツハウス
- 管理事務所

### 東地区
- 軟式野球場
- 陸上競技場
- ウェルネス広場
- プール（夏季のみ）
- あいあい広場
- 修景広場

## 中央広場（花の道）
久宝寺小橋と久宝寺橋の間、中地区の中央にあり、野球場前広場、メインレスト広場としての役割を担っている。主動線となる中央部を大きく開け、その両側に各3列植のユリノキの並木を植栽し、野球場反対側を一段上げて、円弧状のデザインのパーゴラを備えたレストスペースを設けたプランとしている。
花の道の景観軸線に平行な縞模様のパターンに埋め込まれた植桝は、歩道橋からの見下ろしを意識した修景花壇として利用している。照明は手すり型フットライトとし、花の道の景観をすっきりさせるだけでなく、舗装レベルと同じ植桝の人止めと、修景花壇の照明効果を意図している。

## 野球場
1972年8月開場。全国高等学校野球選手権大阪大会の会場として3回戦まで使用されている。
- 面積：14,000m2、両翼：91.4m、中堅：120m
- 内野：土、外野：天然芝
- 収容人員：2,500人（サブスタンド含む）
- スコアボード：全面LED
- ナイター照明：なし

## アクセス
- JR関西本線（大和路線）
  - 久宝寺駅から北西へ1.2 km
  - 加美駅から東へ1.2 km
- JRおおさか東線
  - 衣摺加美北駅から南東へ1.2 km
  - 新加美駅から東へ1.2 km
- 近鉄大阪線
  - 久宝寺口駅から南西へ1.2 km
- 大阪シティバス
  - 加美東三丁目もしくは加美東三丁目北バス停から東へ0.2 km

## 園内を通過する道路
- 大阪府道2号大阪中央環状線
- 近畿自動車道 - 大阪中央環状線と並走する。大阪中央環状線を跨ぐ久宝寺橋は近畿自動車道の高架を潜る。
  - 八尾インターチェンジ
- 大阪市道加美久宝寺線